# Unidos do Bairro Quinze
A Escola de Samba Unidos do Bairro Quinze foi uma escola de samba da cidade de Rio Branco, no estado do Acre. Teve seu auge durante a década de 1970.

## Presidentes
- Dr. Aloisio Macedo Maia
- Dr. james
- João dos Reis ferreira (santinho)
- josé Edimar Santiago de Melo (ronivon)
- Manoel Socorro Gomes ( manoel Serigueiro)
- Almir Dankar
- Genildo Fraga de Mendonça - Participou da composição de todas as diretorias, com exceção a sr josé avelino.[1]
- Zezinho Avelino

## Enredos
- 1969 "Bairro quinze não é mau assim" campeã
- 1970 "apolo onze - O homem na lua¨ Campeã
- 1971 "Placido de Castro" Compositor Antonio Fraga vice-campeã
- 1972 "Santos D'umont" compositor Benicio Machado de Aquino - Campeã
- 1973 Não houve desfile
- 1974 A Escola não desfilou
- 1975 "Abolição da escravatura" compositor Antonio Fraga - Campeã
- 1976 ?
- 1977 ?
- 1978 ?
- 1978 ?
- 1981 "Exaltação ao Bairro Quinze" Compositor Genildo Fraga - campeã
- 1982 "                            Compositor Antonio Fraga - campeã
- 1983 a escola não desfilou
- 1984 "
- 1985 "Lembranças que deixaram saudades" compositor Genildo Fraga - campeã
- 1986 "Luizão Eterno rei do nosso coração" - Vice-campeã
- 1987 "imigração" campeã
- 1988 não houve desfile
- 1989 não houve desfile
- 1990 "De Santinho a Almir Dankar" compositor Genildo Fraga - Vice campeã

- 1988 - "Exaltação a Plácido de Castro"
- 1998 - "Egito: o Berço das Civilizações"[2]